# Бетті Франциско

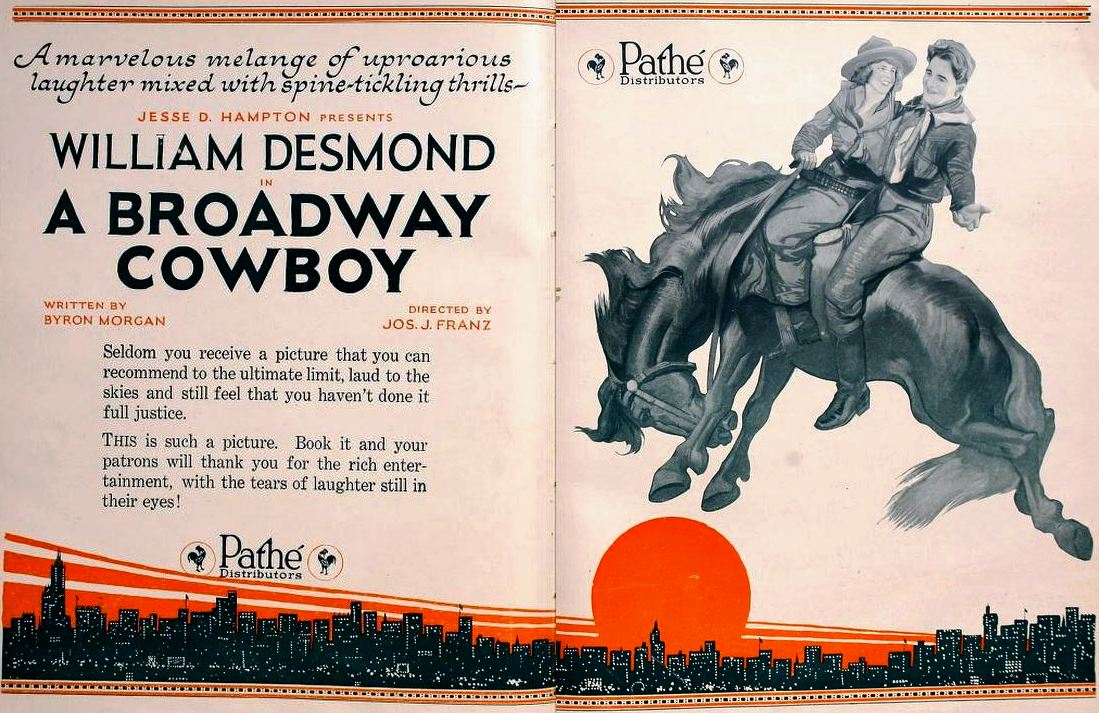

Бетті Франциско (англ. Betty Francisco); 26 вересня 1900 — 25 листопада 1950) — американська кіноактриса.

## Вибрана фільмографія
- 1932 — Mystery Ranch  — 'Appetite' Mae
- 1932 — Stowaway  — Madge
- 1931 — Good Sport  — Laura
- 1931 — Чарлі Чан продовжує / Charlie Chan Carries On — Sybil Conway
- 1930 — Вдова з Чикаго / The Widow from Chicago — Helen
- 1930 — Вулиця удачі / Street of Chance — Mrs. Mastick
- 1929 — Smiling Irish Eyes — Frankie West
- 1929 — Бродвей / Broadway — Mazie
- 1929 — The Spirit of Youth — Claire Ewing
- 1928 — You Can not Beat the Law — Bessie
- 1923 — Дружини будинків / Poor Men's Wives — Claribel
- 1923 — Попіл помсти